# Gulács
Gulács è un comune dell'Ungheria di 891 abitanti (dati 2001). È situato nella contea di Szabolcs-Szatmár-Bereg.